# Rząd Syrii
Syryjska Rada Ministrów jest naczelnym organem wykonawczym syryjskiej Republiki arabskiej, według Konstytucji Syrii. W skład rządu wchodzi przewodniczący rady Ministrów, jego zastępcy i ministrowie. Rząd sprawuje kontrolę nad wdrażaniem przepisów ustawowych i wykonawczych, a także nad działaniami aparatu państwowego i instytucji państwowych.

## Rządy po 2011
Prezydent Baszar Al-Asad przyjął dymisję całej Rady Ministrów po spotkaniu 29 marca 2011 roku. Prezydent wyznaczył odchodzącemu premierowi Muhammadowi Naji Al-Otari, misję kontynuowania swojego urzędu, jako pełniący obowiązki premiera do powstania nowego rządu. 3 kwietnia 2011, Assad mianował ówczesnego ministra rolnictwa Adil Safara na stanowisko nowego premiera. 6 kwietnia 2011 roku w państwowej telewizji Al-Ekhbaria nowy premier poinformował, że minister spraw zagranicznych, minister obrony, minister ds. religii i minister ds. prezydenckich pozostaną w nowym gabinecie na swoich stanowiskach. 14 kwietnia 2011 r. oficjalnie ogłoszono skład nowego gabinetu.
W lutym 2013 roku, prezydent Asad wymienił siedmiu ministrów w rządzie. Rekonstrukcja objęła resorty ropy naftowej, finansów, spraw społecznych, pracy, spraw mieszkalnych, robót publicznych i rolnictwa.
W lipcu 2016 roku prezydent Assad wydał dekret nr 203, na podstawie którego powstał nowy rząd z Imadem Chamisem na czele. W listopadzie 2018 rząd przeszedł rekonstrukcję na podstawie dekretu prezydenckiego, która objęła 9 ministerstw, między innymi resorty spraw wewnętrznych, edukacji, przemysłu, turystyki czy handlu. Zlikwidowano wówczas ministerstwo Pojednania Narodowego przenosząc jego kompetencje do nowo powstałej agencji rządowej o tej samej nazwie. 

## Rząd przejściowy 2025
Po upadku reżimu Assada 8 grudnia 2024 roku utworzono rząd przejściowy. Ustępujący premier Muhammad Ghazi al-Dżalali pełnił tę funkcję jako tymczasowy premier do czasu mianowania Muhammada al-Baszira premierem 10 grudnia 2024 roku. Rząd wdrożył tymczasową konstytucję Syrii z 2025 roku, tymczasową konstytucję ratyfikowaną przez prezydenta Syrii Ahmada asz-Szarę w dniu 13 marca 2025 roku, ustanawiającą podstawowe prawo Syrii na pięcioletni okres przejściowy od 2025 do 2030 roku. Konstytucja tymczasowa ustanawia system prezydencki z władzą wykonawczą w rękach prezydenta, który mianuje ministrów, bez stanowiska premiera

### Ministrowie
| Ministerstwo                        | Minister                     | Frakcja    | Od            |
| ----------------------------------- | ---------------------------- | ---------- | ------------- |
| Spraw Wewnętrznych                  | Anas Khattab                 | HTS        | 29 marca 2025 |
| Obrony Narodowej                    | Murhaf Abu Kasra             | HTS        | 29 marca 2025 |
| Sprawiedliwości                     | Mazhar al-Wais               | HTS        | 29 marca 2025 |
| Awqaf (Darowizn)                    | Mohammed Abu al-Khair Shukri | SKN        | 29 marca 2025 |
| Szkolnictwa Wyższego                | Marwan al-Halabi             | niezależny | 29 marca 2025 |
| Spraw Społecznych i Pracy           | Hind Kabawat                 | niezależny | 29 marca 2025 |
| Energii                             | Muhammad al-Baszir           | HTS        | 29 marca 2025 |
| Finansów                            | Mohammed Yusr Barniyeh       | niezależny | 29 marca 2025 |
| Ekonomii i Przemysłu                | Mohammad Nidal al-Shaar      | niezależny | 29 marca 2025 |
| Zdrowia                             | Musaab Nazzal al-Ali         | niezależny | 29 marca 2025 |
| Administracji Lokalnej i Środowiska | Mohammed Anjrani             | HTS        | 29 marca 2025 |
| Zarządzania Kryzysowego i Katastrof | Raed al-Saleh                | niezależny | 29 marca 2025 |
| Rolnictwa i Reform Rolnych          | Amjad Badr                   | niezależny | 29 marca 2025 |
| Edukacji                            | Mohammed Abdul Rahman Turko  | niezależny | 29 marca 2025 |
| Robót publicznych i Mieszkalnictwa  | Mustafa Abdul Razzaq         | HTS        | 29 marca 2025 |
| Kultury                             | Mohammed Saleh               | niezależny | 29 marca 2025 |
| Młodzieży i Sportu                  | Mohammed Sameh Hamedh        | HTS        | 29 marca 2025 |
| Turystyki                           | Mazen al-Salhani             | niezależny | 29 marca 2025 |
| Rozwoju Administracyjnego           | Mohammad Skaf                | HTS        | 29 marca 2025 |
| Transportu                          | Yaarub Bader                 | niezależny | 29 marca 2025 |
| Informacji                          | Hamza al-Mustafa             | niezależny | 29 marca 2025 |